# Juan Ponce de León Cabello
Juan Ponce de León Cabello (Málaga, 10 de abril de 1901-Paracuellos de Jarama, 7 de noviembre de 1936) fue un militar y político español, activo miembro de Falange durante sus primeros años de existencia. Murió asesinado, víctima de la represión desatada en la zona republicana durante la Guerra Civil, en las matanzas de Paracuellos. 

## Biografía
Militar de profesión, llegaría a alcanzar el grado de capitán de artillería. 
Miembro de la Falange, logró atraer a otros militares hacia las filas falangistas como fue el caso del entonces joven oficial Manuel Gutiérrez Mellado. Tras la detención de Agustín Aznar, en marzo de 1936, Ponce de León pasó a liderar la «Primera línea» de Falange. Fue uno de los falangistas —junto a Rafael Garcerán y Manuel Sarrión— que formó parte de la junta golpista en Madrid. Gravemente herido durante la toma del Cuartel de la Montaña, fue hecho prisionero por las fuerzas republicanas. En noviembre de 1936 fue asesinado durante las llamadas Matanzas de Paracuellos.
Su padre Juan, así como sus hermanos Alfonso y Guillermo también fueron asesinados durante la contienda.